# Споменик природе Стабло бреста у атару села Захаћ
Споменик природе „Стабло бреста у атару села Захаћ“, на територији општине Пећ, на Косову и Метохији, од 1965. године је заштићен као споменик природе.
Стабло бреста у селу Захаћ се налази на сеоској утрини, крај пута Захаћ – Хвосно. Великих је димензија и старости и представља остатак већег броја брестова којих је у овом крају било више али су посечени и практично ишчезли. Заштићено стабло има поред наведеног и неку врсту меморијалног значаја, јер је везано локалним предањем да потиче из времена патријарха Чарнојевића.

## Решење - акт о оснивању
Решење о стављању под заштиту државе стабла бреста у атару села Захаћ, на сеоској утрини, крај пута Захаћ - Хвосно на територији Скупштине општине Пећ Број 03-10012